# Ludwika Jadwiga Zawadzka
Ludwika Jadwiga Zawadzka (ur. 16 sierpnia 1864, zm. 19 października 1954) – działaczka oświatowa i kobieca, kapitan WP.

## Życiorys
Ur. w rodzinie ziemiańskiej, jako córka Ludwika Wysłoucha i Adeli z Giedrojciów, młodsza siostra znanego działacza ludowego Bolesława Wysłoucha. Od stycznia 1884 żona Aleksandra Zawadzkiego, po czym oboje wyjechali do Szwajcarii. Od tej pory czynnie uczestniczyła i wspomagała męża w prowadzonej przezeń działalności publicznej i politycznej. Działaczka Towarzystwa Oświaty Narodowej i Polskiej Macierzy Szkolnej – m.in. w l. 1905–1907 kierowała Warszawskimi Kursami Pedagogicznymi dla nauczycieli ludowych. Następnie organizatorka i dyrektorka seminarium męskiego w Warszawie.
W kwietniu 1913 współzałożycielka a następnie członkini warszawskiego koła Ligi Kobiet Pogotowia Wojennego (1913–1915), od września 1915 także członkini Rady Ligi w Warszawie. Od listopada 1916 członkini koła „A” w Warszawie opowiadającego się za współpracą z Departamentem Wojskowym NKN.
W l. 1918–1920 członkini Zarządu Białego Krzyża. Referentka oświatowa Ministerstwa Spraw Wojskowych. Jedna z organizatorek Ochotniczej Legii Kobiet w Warszawie w 1920. Następnie w stopniu kpt WP zastępca dowódcy, a po rezygnacji mjr Aleksandry Zagórskiej dowódca OLK.